# Saint-Calez-en-Saosnois
Saint-Calez-en-Saosnois – miejscowość i gmina we Francji, w regionie Kraj Loary, w departamencie Sarthe.
Według danych na rok 1990 gminę zamieszkiwały 133 osoby, a gęstość zaludnienia wynosiła 18 osób/km² (wśród 1504 gmin Kraju Loary, Saint-Calez-en-Saosnois plasuje się na 1099. miejscu pod względem liczby ludności, natomiast pod względem powierzchni na miejscu 1111.).